# 中華民國陸軍蘭陽地區指揮部

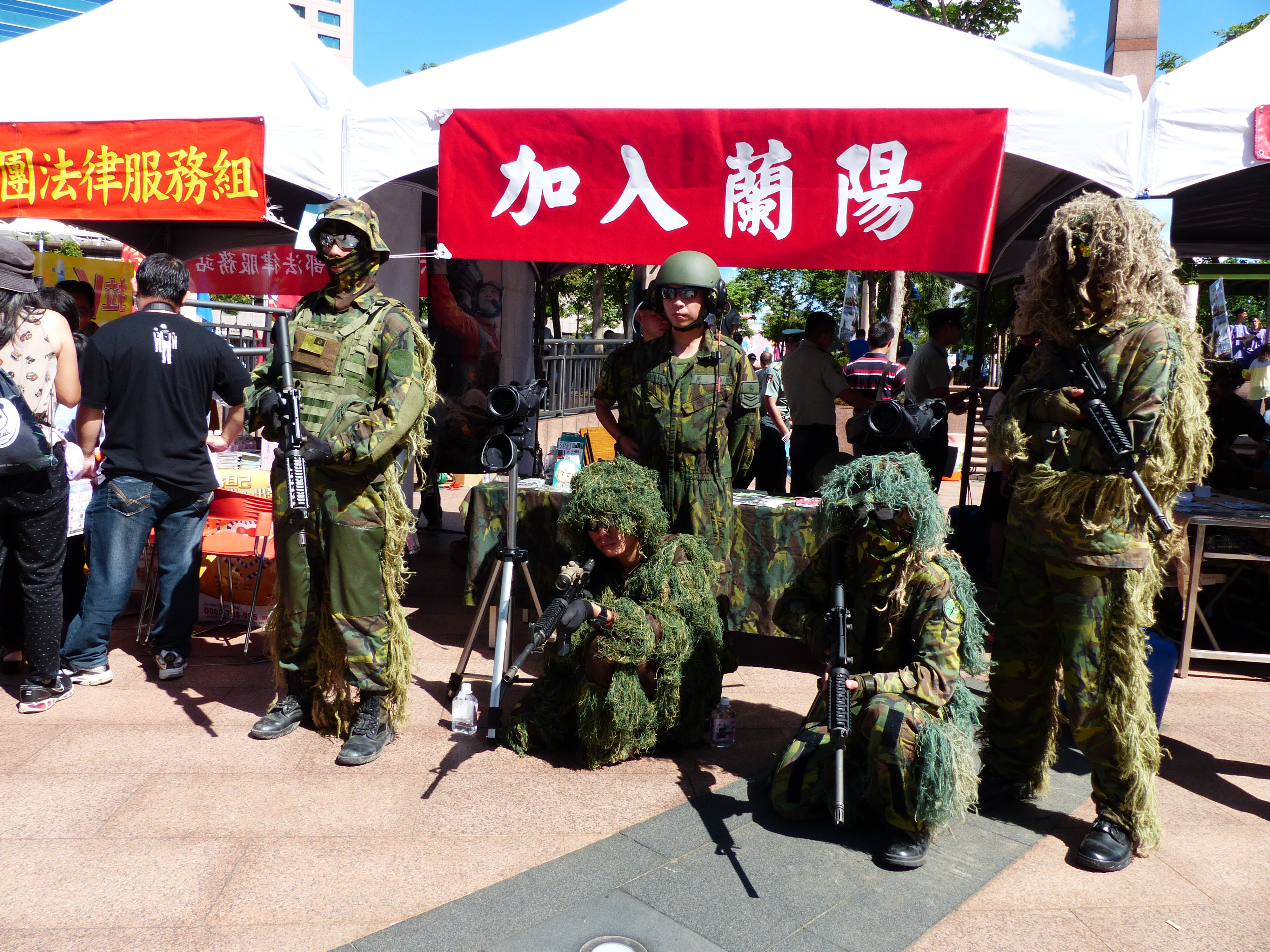
陸軍蘭陽地區指揮部募兵攤位

陸軍蘭陽地區指揮部（英語：Lanyang Regional Command），簡稱陸軍蘭陽指揮部、陸軍蘭指部、蘭指部，為中華民國國軍駐守於臺灣宜蘭縣的陸軍部隊，編配在陸軍第六軍團指揮部，隊名「黃龍部隊」。下轄共四個營及五個直屬連；總兵力約2500人。前身為陸軍步兵第一五一師，由於在解編前長期駐防於蘭陽平原，因此又有「蘭陽師」之稱。

## 沿革
- 1945年1月1日，於陝西南鄭成立「中國青年遠征軍第二０六師步兵第六一六團」。[1][2]
- 1948年4月，因洛陽戰役失守，撤離洛陽。
- 1948年5月，經鄭州至南京方山整編。
- 1949年，由南京移駐臺灣。[2]

### 臺灣時期
- 1952年11月1日，中國青年軍第二〇六師第六一六團與陸軍第三四〇師所屬一個團於高雄鳳山整編為「陸軍第八十軍第五十一師」。[1][2]（師屬第六一七團改組整編為高雄市團管區司令部。）
- 1954年，改番號為「陸軍第十軍第五十一師」。
- 1961年7月，執行「前瞻計畫」改編為陸軍輕裝步兵師
- 1976年1月，改番號為「陸軍步兵第六十四師」，8月改番號為「陸軍步兵第一五一師」。[1][2]
- 1979年11月，執行「漢陽演習」全國實兵防衛作戰演訓。
- 1984年，因應陸精四號案，師原屬各輕裝部隊編入陸軍機械化第二四九師，師部進駐臺中成功嶺併編陸軍步兵第三〇七師之一部。[1][2]
- 1986年7月1日，與陸軍步兵第三〇二師調整任務，部隊不動，番號、軍旗互換，擔負蘭陽地區守備及新兵訓練工作。[1][2]
- 2000年，因應精實案，師屬第四五二旅、第四五三旅為主體編成陸軍步兵第一五二旅、陸軍步兵第一五三旅。[2]
- 2001年1月1日，因應精實案，改編為指揮機構「陸軍第五一師指揮機構」，已非實兵部隊。[1][2]
- 2005年4月1日，因應精進案，師與第一五二旅併編為「陸軍蘭陽地區指揮部」。[2]

## 組織

### 編階
- 指揮官 一位 少將
- 副指揮官 一位 上校
- 政戰主任 一位 上校
- 參謀主任 一位 上校
- 副參謀主任 一位 中校
- 指揮部士官督導長 一位 一等士官長

### 直屬單位
- 本部連
- 通資作業連
- 反裝甲連
- 戰鬥工兵連
- 裝甲騎兵連

### 下轄單位
- 機械化步兵第一營（營部連＋機步連×3）
- 機械化步兵第二營（營部連＋機步連×3）
- 戰車營（營部連＋戰車連×3）
- 野戰混合砲兵營 （營部連＋炮兵連×3）

## 隊徽含義
- 正方形：代表具有固守本島四周、保衛國家之象徵。
- 黃龍：代表該部前身二○六師，象徵傳承中華文化優良傳統。
- 藍白紅三色：代表效忠中華民國，另寓意該犧牲、團結與負責之精神。